# Jean de Barton
Pour les articles homonymes, voir Jean de Barton I et Jean de Barton II.
Jean de Barton est un ecclésiastique français mort le 21 septembre 1544 qui fut évêque de Lectoure de 1514 à 1544 et archevêque titulaire d'Athènes de 1530 jusqu'à sa mort. 

## Biographie
Jean de Barton est le fils de Bernard de Barton, vicomte de Montbras et de Marie de Sully. Il est commendataire de l'abbaye Saint-Augustin-lès-Limoges. lorsque son oncle Guillaume IV de Barton résigne le diocèse de Lectoure en sa faveur en 1513. En 1529, il doit faire face aux revendications de Georges d'Armagnac sur son siège épiscopal qui avait été élu par le chapitre de chanoines après que le faux bruit ait couru qu'il avait renoncé à son évêché entre les mains du pape Clément VII. 
En 1540, Jean de Barton engage de grands travaux pour la reconstruction de la nef et du chœur de la cathédrale, avec l’architecte Arnaud Cazanove. Il dote le chœur d’un déambulatoire et élève le haut contrefort nord en vue sans doute d’élever les voûtes de la nef, mais les guerres de religion viendront arrêter ces travaux. Le nom de Barton a été donné à la place au nord de la cathédrale.
Il meurt en 1544 et il a comme successeur son neveu Guillaume V de Barton.